# Římskokatolická farnost Šatov
Římskokatolická farnost Šatov je územní společenství římských katolíků s farním kostelem svatého Martina ve znojemském děkanství.

## Historie farnosti
Poprvé se objevuje Šatov v listinách pod jménem Schatowa roku 1190, tedy v roce založení louckého kláštera. Již v té době byl zde zřejmě kostel, neboť roku 1200 nad ním získává loucký klášter patronátní právo. První oficiální písemná zmínka o Šatovu pochází z roku 1201.
Nejstarší dochovanou stavbou v obci je gotické jádro kaple Božího hrobu za kostelem, v jejímž suterénu je dochováno válcové těleso stavby z kamenného zdiva (románský fragment). Farní kostel svatého Martina je v jádru pozdně gotický (15. století), byl přestavován roku 1656, později také počátkem a koncem 19. století. 

## Duchovní správci
Farnost spravovali premonstráti. Administrátorem excurrendo byl od 1. srpna 2003 ICLic. Mgr. Marian Jiří Husek, OPraem. Od srpna 2019 se novým administrátorem stal diecézní kněz R. D. Ing. Ladislav Bublán.

## Bohoslužby
| Kostel          | Místo | Bohoslužba (den) | Hodina                         | Poznámka     |
| --------------- | ----- | ---------------- | ------------------------------ | ------------ |
| svatého Martina | Šatov | neděle, pátek    | 9.45 17.00 (zima)/18.00 (léto) | Farní kostel |

## Aktivity ve farnosti
Dnem vzájemných modliteb farností za bohoslovce a bohoslovců za farnosti brněnské diecéze je 19. únor. Adorační den připadá na 15. srpen.
Ve farnosti se pravidelně koná tříkrálová sbírka. V roce 2015 se při ní vybralo 12 204 korun. V roce 2017 činil její výtěžek 12 346 korun. Při sbírce v roce 2019 bylo vybráno 10 424 korun.